# Bitwa o Al-Chafdżi
Bitwa o Al-Chafdżi – starcie zbrojne, które miało miejsce w dniach 29–31 stycznia 1991 w trakcie I wojny w Zatoce Perskiej. Bitwa była pierwszym większym starciem lądowym pomiędzy siłami koalicji a wojskami Iraku.
Zanim doszło do ofensywy lądowej sił koalicji przeciwko Irakijczykom, Saddam Husajn zajął przybrzeżne miasto saudyjskie Al-Chafdżi, wysyłając tam 5 Dywizję Zmechanizowaną oraz elementy 1 Dywizji Zmechanizowanej i 3 Dywizji Artyleryjskiej. Atak iracki zakończył się sukcesem, pociągając za sobą wycofanie się z miasta wojsk piechoty morskiej USA oraz jednostek saudyjskich. W odwecie siły powietrzne koalicji dokonały ponad 1000 lotów koordynowanych przez system naprowadzania Northrop Grumman E-8 Joint STARS atakując 3 irackie kolumny wojskowe. W tym samym czasie książę Chalid ibn Sultan as-Saud na czele sił saudyjskich oraz katarskich w dniu 31 stycznia zajął znaczną część miasta. Bitwa zakończyła się klęską Irakijczyków, których straty wyniosły 80% dywizji.